# 6057 Robbia
6057 Robbia eller 5182 T-3 är en asteroid i huvudbältet som upptäcktes den 16 oktober 1977 av den nederländsk-amerikanske astronomen Tom Gehrels och det nederländska astronomparet Ingrid van Houten-Groeneveld och Cornelis Johannes van Houten vid Palomarobservatoriet. Den är uppkallad efter den italienska skulptören Luca della Robbia.
Asteroiden har en diameter på ungefär 29 kilometer och den tillhör asteroidgruppen Cybele.